# Karel Fortýn
Karel Fortýn (17. dubna 1930, Praha – 4. ledna 2001, Praha) byl český chirurg a autor metody devitalizace rakovinných nádorů.

## Život
Navštěvoval základní školu v Nuslích, poté gymnázium v Ječné ulici v Praze. Stejně jako jeho předkové, kteří pracovali jako kapelníci a hudebníci na zámku Jemniště a do Čech pod jménem Fortini přišli z italské Florencie, byl nadšeným hudebníkem. Psal skladby pro klavír, zpěv i orchestr.
Vystudoval Lékařskou fakultu Univerzity Karlovy v Praze, kterou ukončil v březnu 1955. Následně získal titul kandidáta věd (CSc.). Pracoval v řadě českých nemocnic, nejprve v Aši, v Sokolově nebo Semilech. Zároveň externě spolupracoval s Ústavem živočišné fyziologie a genetiky AV ČR v Liběchově, který jej v roce 1996 přijal na plný úvazek. Od roku 1957 až do své smrti vyvíjel teoreticky i prakticky svou metodu léčbu rakovinných nádorů, nazvanou devitalizace. Zemřel na plicní embolii.

### Rodina
Jeho manželkou byla Jana Fortýnová, lékařka-internistka a vědecká pracovnice. Měli spolu dva syny, Karla (1959-2010) a Jana (* 1964).